# Eugen Rahnenführer
Eugen Rahnenführer (* 13. August 1886 in Herzberg (Elster); † 25. Oktober 1958 in Halle (Saale))  war ein deutscher Arzt und Numismatiker. Besondere Verdienste erwarb er bei der Erforschung der kursächsischen Kippermünzen, über die er mehrere bis heute gültige Aufsätze schrieb.

## Leben
Am 13. August 1886 wurde Eugen Rahnenführer in Herzberg (Elster) als ältester Sohn des preußischen Amtsgerichtssekretärs Ferdinand Rahnenführer und seiner Ehefrau Friederike geb. Weidig geboren. Er besuchte die Bürgerschule in Herzberg, dann die humanistischen Gymnasien in Halberstadt und Halle (Saale), und bestand dort die Reifeprüfung im Jahre 1906. Anschließend studierte Eugen Rahnenführer neben Kunstgeschichte auch Medizin in Halle und München. 1912 erhielt er das medizinische Staatsexamen in Halle und 1913 nach Ableistung des Medizinalpraktikantenjahres, in Halle und Quierschied die Approbation als Arzt. 1917 wurde er zum Doktor der Medizin promoviert. Seinen Militärdienst leistete er 1909 und 1913 mit je einem halben Jahr als Einjährigfreiwilliger und als Arzt. 1915 heiratete Eugen Rahnenführer.
Arzt
Nach einiger Zeit als praktizierender Arzt auf dem Lande, wurde Rahnenführer 1913 in der sächsischen Landes-Heil- und Pflegeanstalt Hubertusburg als Hilfsarzt angestellt. Von 1914 bis 1918 war er als Arzt im Felde bei den Truppenteilen im Infanterie-Regiment 27 und im Pionier-Battalion 4 als Arzt tätig und wurde bei Kriegsende als Oberarzt der Reserve entlassen. 
Von 1919 bis 1925 arbeitete Eugen Rahnenführer als Psychiater an der Landesanstalt Hubertusburg und wurde 1925 auf eigenen Wunsch an die Landesanstalt Pirna-Sonnenstein versetzt, um dort die staatsärztliche Prüfung als Kreisarzt machen zu können. Im Jahr 1929 bestand er die staatsärztliche Prüfung als Kreisarzt in Dresden und war von 1931 bis 1938 als Obermedizinalrat der Stellvertreter des Direktors in der Landesanstalt Waldheim in Sachsen tätig.
1938 wurde er aufgrund seiner früheren Mitgliedschaft bei der Freimaurerloge Friedrich August zum treuen Bunde in Wurzen an die Landesanstalt Großschweidnitz bei Löbau versetzt, wo er bis 1940 arbeitete.
Von 1940 bis 1942 war er an der Landesfürsorgeerziehungsanstalt Chemnitz-Altendorf tätig. 
Mit der Auflösung dieser Anstalt wurde Rahnenführer zum staatlichen Gesundheitsamt Chemnitz-Land versetzt und war dort von 1945 bis 1946 Leiter dieses Gesundheitsamtes und Amtsarzt.
1946 nahm Eugen Rahnenführer eine Stellung in der Landesheilanstalt Altscherbitz als Stellvertreter des Direktors an, die er ab Juli 1949 leitete.
Im April 1951 wechselte Rahnenführer als Facharzt in die staatliche Poliklinik Süd in Halle.
Numismatiker
Rahnenführer untersuchte in den zwanziger und dreißiger Jahren die im Dresdner Münzkabinett lagernden Kippermünzen und erfasste ihm zugängliche Münzen dieser Art aller anderen erreichbaren Standorte. Nebenher erweiterte er seine eigene Sammlung, die er von seinem Vater übernommen hatte. Rahnenführer ordnete die Kippermünzen nach den verschiedensten Gesichtspunkten wie das Prägejahr, den Prägeort (Münzstätte), das aufgeprägte Nominal und manches mehr. Eugen Rahnenführer arbeitete als anerkannter Experte für Kippermünzen verschiedenen Autoren zu. So war er etwa bei dem Werk Handbuch der Münzkunde von Mittel- und Nordeuropa von Jesse und Gaettens beteiligt, veröffentlichte zusammen mit W. Schwinkowski diverse Artikel in Blätter für Münzfreunde. Zeitschrift für Münz- und Medaillenkunde, und in der Blätter für Münzfreunde. Monatsschrift für Münz- und Schaumünzkunde, Organ des Numismatischen Vereins zu Dresden und der Bayerischen Numismatischen Gesellschaft. Sein Hauptwerk Die kursächsischen Kippermünzen wurde erst nach seinem Tode gedruckt und gilt als Standardwerk über sächsische Kippermünzen.
Der numismatische Nachlass von Eugen Rahnenführer ging nach dem Tod der Witwe 1961 an das Dresdener Münzkabinett.

## Ehrungen
- 1956: Gussmedaille auf Rahnenführer, herausgegeben von Leipziger Münzfreunden  anlässlich seines 70. Geburtstages
- 1981: Gussmedaille auf Rahnenführer, herausgegeben vom Bezirksfachausschuss Numismatik Leipzig im Kulturbund der DDR anlässlich der Bezirksmünzausstellung in Delitzsch
- 2004: Gedenktafel am Geburtshaus, Torgauer Str. 4 in Herzberg (Elster)

## Schriften (Auswahl)
- Anatomische Untersuchung von drei Augen mit reinem Mikropthalmus nebst Bemerkungen über Linsenhernien und zystoide Degeneration der Retina. In: Albrecht von Graefes Archiv für Ophthalmologie. Bd. 92, Nr. 1,  1916 (1917), S. 76–100, doi:10.1007/BF01857328, (Dissertation, Universität Halle 1917).
- Die Kippermünze zu Pirna. In: Blätter für Münzfreunde. Jg. 65, 1930, S. 133–135.
- mit Walter Schwinkowski: Die Kippermünzstätte Chemnitz. In: Blätter für Münzfreunde. Jg. 66, 1931, S. 225–229.
- Waren Wittenberg und Weißenfels kursächsische Kippermünzstätten? In: Blätter für Münzfreunde. Jg. 68, 1933, S. 641–643.
- Die kursächsische Kippermünzstätte zu Lützen. In: Blätter für Münzfreunde. Jg. 69, 1934, S. 87–89.
- Die Kippermünzstätte zu Liebenwerda. In: Blätter für Münzfreunde. Jg. 70, 1935, S. 360–365.
- Chemnitz als Münzstätte. In der Not des 30jährigen Krieges. In: Der Türmer von Chemnitz. Bd. 8, Nr. 1, 1942, S. 13–16.
- Die kursächsischen Kippermünzen. (= Veröffentlichungen des Landesmuseums für Vorgeschichte Dresden. 9). VEB Deutscher Verlag der Wissenschaften, Berlin 1963. (Digitalisat: urn:nbn:de:bsz:14-db-id18391386538)